# Bik'at Šir
Bik'at Šir (hebrejsky בקעת שי״ר‎) je údolí v severním Izraeli.

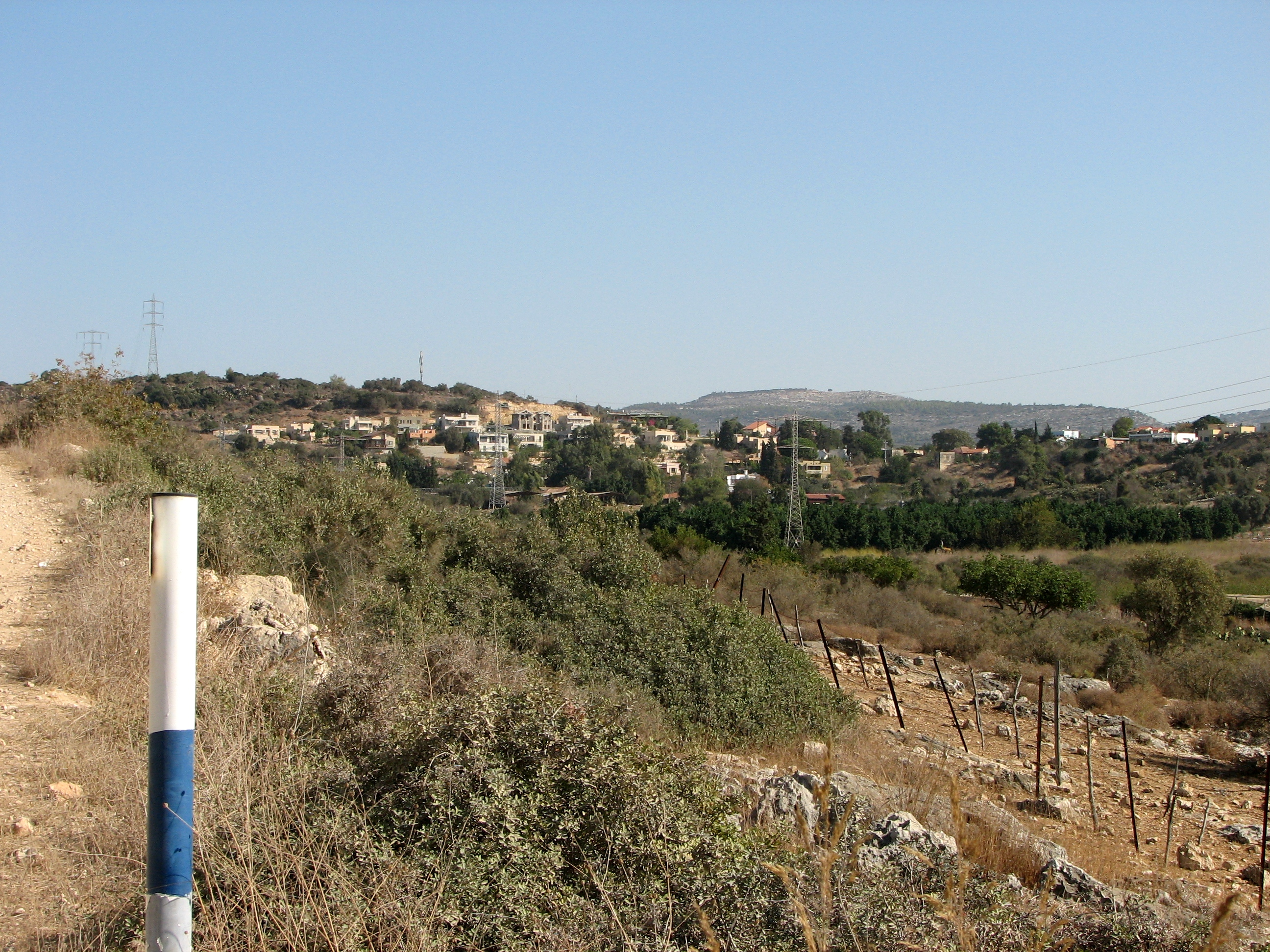
Vesnice Kerem Maharal na okraji údolí Bik'at Šir

Nachází se přibližně 19 km jižně od centra města Haifa v pohoří Karmel, v nadmořské výšce necelých 50 m. Má podobu úzkého kaňonu, který je lemován úzkým pásem zemědělsky využívané půdy. Jde o výběžek izraelské pobřežní planiny, jenž v délce několika kilometrů proniká do nitra pohoří Karmel podél vodního toku Nachal Maharal. Na severu údolí se zvedá vrch Giv'at Šluchit, zalesněné kopce je lemují i na jižní straně. Údolí končí u vesnice Kerem Maharal a vrchu Giv'at Šana, kde ale na něj navazuje rozsáhlejší údolí Emek Maharal, které vytváří uprostřed Karmelu velkou sníženinu. Na západě údolí Bik'at Šir končí poblíž vesnice Crufa, kde vyúsťuje do pobřežní nížiny.
Název údolí odkazuje na iniciály pražského rabína Š. J. Rappaporta.